# Линдстедт, Йоуко
Йоуко Линдстет (швед. Jouko Lindstedt); 1955, Финляндия) — финский лингвист-болгарист и эсперантист, профессор кафедры славянской филологии Хельсинкского университета.

## Биография
Окончил Хельсинкский университет, защитил диссертацию в 1985 году. Профессор славянской филологии Хельсинкского университета, занимался исследованиями в Салоникском университете (апрель — мая 1999 года) и в университете Уппсалы (февраль — март 2007 года). Член Международного комитета славистов (1993 — 2010), председатель Нордической ассоциации славистов (1994 — 1997), заместитель декана гуманитарного факультета Хельсинкского университета (2004 — 2006), член Академии эсперантистов с 1998 года. В 2000 году номинирован на звание Эсперантиста года организацией La Ondo de Esperanto.
Линдстедт известен как исследователь проблематики использования эсперанто «с рождения». В 1996 году Линдстедт, изучая число говорящих на эсперанто, сделал следующие выводы:
- До 1000 человек считают его родным языком;
- До 10 тысяч говорят свободно на нём;
- До 100 тысяч могут применять его для эффективной коммуникации;
- До 1 миллиона знают отдельные элементы эсперанто[3].

## Награды
- Кавалер I класса ордена Белой розы Финляндии (6 декабря 2019 года)[4].
- Медаль За заслуги перед Республикой Северная Македония (26 января 2024 года, Северная Македония)[5].
- Эсперантист года (2000).